# Germán Tena Orozco
Germán Tena Orozco (Morelia, Michoacán, 22 de octubre de 1934-23 de diciembre de 2022) fue un político y empresario mexicano, miembro del Partido Acción Nacional (PAN). Fue diputado federal de 1985 a 1988.

## Biografía
Realizó sus estudios de preparatoria en la Universidad Michoacana de San Nicolás de Hidalgo, realizó estudios de humanidades y filosofía en el Seminario ubicado en la Hacienda de Venta de Cruz en el estado de Hidalgo, y estudios de latín, griego, italiano e inglés en el Estudiantado Filosófico de Chapalita en Guadalajara, Jalisco.
Se dedicó durante gran parte de su vida a las actividades agropecuarias, dedicándose a la cría de ganado vacuno y porcino. Fue presidente de las asociaciones de Ganaderos, Porcicultores y Avicultores en su estado, así como tesorero y secretario de la Unión Ganadera Regional de Michoacán.
Como miembro del PAN fue consejero nacional de 1986 a 2004, presidente estatal del partido en Michoacán de 1986 a 1990. De 1985 a 1988 fue diputado federal por la vía de la representación proporcional a la LIII Legislatura y diputado al Congreso del Estado de Michoacán de 1995 a 1998.
Falleció el día 23 de diciembre de 2022.